# Dennis de Jong
Cornelis Dingenis (Dennis) de Jong (ur. 22 maja 1955 w Delfcie) – holenderski polityk i dyplomata, poseł do Parlamentu Europejskiego VII i VIII kadencji.

## Życiorys
Studiował prawo i ekonomię polityczną na Erasmus Universiteit Rotterdam, gdzie w latach 1976–1977 uzyskał licencjat. W 1979 obronił pracę magisterską z dziedziny stosunków międzynarodowych w The New School of Social Research. W 2000 uzyskał doktorat z międzynarodowych praw człowieka.
W 1979 rozpoczął pracę w Ministerstwie Spraw Zagranicznych, gdzie pracował m.in. jako dyplomata w dyrekcji NATO. W latach 1983–1987 zatrudniony w Ministerstwie Pracy i Spraw Społecznych, zajmował się stosunkami międzynarodowymi i integracją europejską. Od 1987 do 1993 był urzędnikiem w Ministerstwie Sprawiedliwości.
W połowie lat 90. pracował w Komisji Europejskiej, gdzie zajmował się m.in. kwestią imigrantów i azylantów, później zatrudniony w stałej misji Królestwa Niderlandów przy Unii Europejskiej. Po powrocie do kraju w 1998 pracował dla resortów Spraw Zagranicznych i Sprawiedliwości.
Od 2007 jest członkiem Partii Socjalistycznej, gdzie zajmował się m.in. koordynacją tematyki globalizacji. W wyborach do Parlamentu Europejskiego w 2009 otwierał listę SP, uzyskując jeden z dwóch mandatów przypadających ugrupowaniu. W 2014 z powodzeniem ubiegał się o reelekcję.